# Christo Bezuidenhout
Pas d'image ? Cliquez ici

a Compétitions nationales et continentales officielles uniquement.

b Matchs officiels uniquement.
Christo Johannes Bezuidenhout, né le 14 mai 1970 à Tenerife (Canaries), est un joueur sud-africain de rugby à XV qui évolue comme pilier. Il obtient quatre sélections avec l'équipe d'Afrique du Sud en 2003.

## Carrière

### En province
Christo Bezuidenhout dispute la Currie Cup avec les Blue Bulls puis les Pumas avant de retrouver les Blue Bulls. Il évolue également avec les Bulls dans le cadre de Super 12. 
Il rejoint ensuite le club anglais de Gloucester.

### En équipe nationale
Christo Bezuidenhout dispute au total quatre rencontres sous le maillot des Springboks.
Il obtient sa première sélection, le 9 août 2003 contre l'équipe de Nouvelle-Zélande, à l'âge 33 ans en 2003. C'est sa seule sélection dans le cadre du Tri-nations.
Il dispute trois tests lors de la Coupe du monde de rugby 2003.